# アエラホーム
アエラホーム株式会社（AERA HOME Co.,Ltd）は東京都千代田区に本社を置く日本の住宅メーカー。旧称は「中島工務店」「株式会社ナカジマ」「株式会社ライク」。「アエラホーム」のブランドで、住宅の製造・販売をしている。2024年8月末時点で32店舗の展示会場がある。

## 沿革
- 1963年 中島工務店を山梨県甲斐市に設立。
- 1984年 資本金1000万円で株式会社設立。
- 1987年 株式会社ナカジマに社名変更。
- 1990年 資本金1500万円に増資。
- 1994年 株式会社ライクに社名変更。甲斐市から甲府市へ本社所所在地移転。
- 1998年 資本金4000万円に増資。
- 1999年 資本金6000万円に増資。
- 2000年 資本金1億円に増資。
- 2001年 本社所在地を移転（山梨県甲府市徳行1丁目4-1）[2]
- 2003年 「アエラホーム」を販売開始[2]
- 2006年 東京本社開設。
- 2011年4月1日 現社名に変更。
- 2016年4月に本社を新宿区から千代田区に移転[3]
- 2019年9月に大宮北店開設
- 2021年5月に柏店ショールームを移転リニューアル
- 2021年7月に府中店開設
- 2021年12月に会津若松営業所開設
- 2023年6月にアエラホーム株式会社 代表取締役社長が交代
- 2023年9月にプロバスケットボールチーム「福島ファイヤーボンズ」とスポンサー契約を締結
- 2023年12月5日 「空き家の良質化流通促進協議会」に参画
- 2024年3月8日　甲斐清和高等学校の女子硬式野球部の企業スポンサーとして継続支援

## 受賞歴
- 2010年　ハウス・オブ・ザ・イヤー・イン・エレクトリック2009特別賞受賞、グッドデザイン賞受賞
- 2011年　ハウス・オブ・ザ・イヤー・イン・エレクトリック2010特別賞受賞
- 2014年　ハウス・オブ・ザ・イヤー・イン・エナジー2013特別優秀賞受賞、グッドデザイン賞受賞
- 2015年　ハウス・オブ・ザ・イヤー・イン・エナジー2014大賞受賞
- 2016年　ハウス・オブ・ザ・イヤー・イン・エナジー2015特別優秀賞受賞、優秀企業賞受賞
- 2017年　ハウス・オブ・ザ・イヤー・イン・エナジー2016特別優秀賞受賞、優秀企業賞受賞、第26回地球環境大賞「奨励賞」を受賞
- 2018年　ハウス・オブ・ザ・イヤー・イン・エナジー2017特別優秀賞受賞、特別優良企業賞受賞
- 2019年　ハウス・オブ・ザ・イヤー・イン・エナジー2018特別優秀賞受賞、特別優良企業賞受賞
- 2020年　2019年度省エネ大賞省エネルギーセンター会長賞受賞[4][5]、ハウス・オブ・ザ・イヤー・イン・エナジー2019特別優秀賞受賞、特別優良企業賞受賞[6]、「ジークラッセ」「エアリア」がキッズデザイン賞W受賞
- 2021年　ハウス・オブ・ザ・イヤー・イン・エナジー2020特別優秀賞受賞、特別優良企業賞受賞[7]
- 2022年　ハウス・オブ・ザ・イヤー・イン・エナジー2021特別優秀賞受賞、特別優良企業賞受賞[8]
- 2023年　ハウス・オブ・ザ・イヤー・イン・エナジー2022特別優秀賞受賞、特別優良企業賞受賞[9]
- 2024年　ハウス・オブ・ザ・イヤー・イン・エナジー2023において「プレスト」「クラシク」で優秀賞受賞、省エネ住宅特別優良企業賞受賞[10]

## 事業

### 注文住宅
高気密・高断熱の住宅として建築・販売している「クラージュ」が同ブランドのフラッグシップモデルとなっている。2009年には、外張り断熱に工法を変え販売を開始。2013年4月には壁部分に吹き付け断熱を付加したw断熱の「クラージュ」の販売を開始した。
ハウス・オブ・ザ・イヤー・イン・エナジー2014では大賞を受賞している。第26回地球環境大賞では「奨励賞」を受賞した。アエラホームの住宅性能は、住宅性能表示制度で定められた7項目において最高等級を獲得している。

### フランチャイズチェーン
高気密・高断熱・高遮熱住宅「クラージュ」を始めとした商品などを加盟店へ提供し、高性能住宅の普及促進を図っている。

### デザイナーズ住宅
2010年からイタリアの世界的建築家マリオ・ベリーニとの協力によるデザイナーズ住宅の発売も行っている。

### ZEH
2019年5月24日(金) 経済産業省ZEH事業並びに環境省ZEH事業の執行団体である、一般社団法人 環境共創イニシアチブが公表した第2回ZEHビルダー/プランナー及び実績報告において、2年連続でZEHビルダー5つ★評価を獲得。

### リフォーム
住宅メーカーとしての60年の実績と経験を活かし、『アエラのリフォー夢』としてリフォームを提供している。2018年3月時点で、注文住宅として16,000棟を超える引渡し実績を有している。
同社のアルミ箔面材付き断熱材を用いた外張断熱リフォーム工法が省エネルギー性能に優れたリフォーム商品として「2019年度省エネ大賞」の省エネルギーセンター会長賞を受賞した。

## 事業内容・許可番号・登録
- 建設業許可番号:国土交通大臣許可(般-29)第15997号
- 建築士事務所登録:東京都知事登録第53354号　他各県
- 宅地建物取引業:東京都知事(1)第99490号

## 地球環境への取り組み
第26回地球環境大賞では奨励賞を受賞している。「わずかなエネルギーで家中どこでも快適な環境を保ちながら、地球環境にも優しく、住む人にも優しい健康的な住まい」を実現する外張りW断熱住宅『クラージュ』の開発と、その普及促進活動を高く評価されての受賞とのこと。

## TVCM
2008年10月から江崎グリコポッキーのCMにも起用されている忽那汐里が娘役として出演し、家族の会話を通じて住まいの快適性をアピールしたCMを展開している。夏涼冬暖編とエコロジー編の2パターンがある。キー局は、フジTV「めざましどようび2」「FNNスーパーニュース」で、このほか民放、ＢＳを含めて全国放映されている。
なお、2008年9月30日までは小林稔侍起用のCMが関東地区、山梨、長野、静岡、福島、宮城を中心に放映されていた。このときは高気密・高断熱編と躯体の強さ編の2パターンがあった。
2013年4月からは、東北新社中島信也監督の職人の手編、職人の目編、アルミを羽織った家編の3パターンが放映されている。なお、この3パターンのCMは佐藤卓デザイン事務所佐藤卓が監修している。